# Marteleira
Marteleira is een plaats (freguesia) in de Portugese gemeente Lourinhã en telt 1538 inwoners (2001).